# Salvatore Fabbrichesi
Salvatore Fabbrichesi (Venezia, 1772 – Verona, 1827) è stato un attore teatrale, autore, capocomico e impresario italiano.

## Biografia
Fabbrichesi trascorse, in compagnia dei familiari, la prima giovinezza in Venezia, che offriva in quel periodo, tra le città italiane, la più grande varietà di sale teatrali e di pubblico. All'età di 14 anni abbandonò la propria famiglia per seguire la compagnia comica itinerante di Anna Paganini, dove fu scritturato come "primo uomo" e conobbe l'attrice Maria Francesca Pontevecchi, che divenne sua moglie. 
Nel 1796 Fabbrichesi fondò una propria compagnia assieme alla moglie. Ma la "Compagnia Fabbrichesi" si sciolse presto e i due coniugi entrarono in quella di Maddalena Battaglia, ove Fabbrichesi si distinse, oltre che come attore, anche come autore e traduttore.
Nel 1802 Fabbrichesi fondò una nuova compagnia, in società con l'attore Giovanni Gnoccola. L'acquisto di Paolo Belli Blanes, abilissimo nel recitare le tragedie alfieriane,  segnò la fortuna della "Fabbrichesi-Gnoccola", che riscosse successo in tutte le piazze dell'Italia centro-settentrionale. Nel 1806 la compagnia di Fabbrichesi riuscì a scritturare anche la celebre attrice Anna Fiorilli Pellandi, pur a costo di un ingaggio assai esoso. 
Nel 1807 un decreto imperiale annunciò la chiusura del Teatro San Samuele di Venezia, di cui era affittuario Fabbrichesi, sicché questi, per far sopravvivere la propria compagnia, pensò di scrivere al viceré Eugenio di Beauharnais proponendogli di trasformare la libera Fabbrichesi in una compagnia italiana sovvenzionata e controllata dal governo napoleonico, sul modello della compagnia francese della Rancourt, in maniera da assecondare la simpatia di Napoleone per quel tipo di teatro educativo che potesse contribuire a trasformare gli italiani in dei buoni sudditi. Il contratto stabiliva inoltre che, per evitare sgradite concorrenze, il governo non avrebbe permesso ad altre compagnie comiche di esibirsi nelle città in cui si sarebbe esibita la nuova compagnia vicereale di Fabbrichesi, che godette quindi di una efficace protezione fino al 1814 (anno dell'invasione austriaca).
Cessata l'esperienza della Compagnia Vicereale, tra il 1814 e il 1815 la truope di Fabbrichesi – non più sovvenzionata dai francesi ma dall'impresario Francesco Benedetto Ricci, e della quale non facevano più parte né il Blanes né la Pellandi – si esibì alla Canobbiana di Milano.
Nel 1816 la compagnia di Fabbrichesi si spostò a Napoli, dove si esibì stabilmente fino al 1824 al servizio dei Borboni, sopravvivendo all'estemporaneo regime costituzionale del 1820 e all'avversione per il teatro di Guglielmo Pepe.
Nel 1824 Ferdinando I non rinnovò il contratto a Fabbrichesi, il quale decise di ricominciare a girovagare con la propria compagnia – che ancora riscuoteva successi grazie alle performance attorali di Giuseppe De Marini e Luigi Vestri – per il Nord Italia.
Salvatore Fabbrichesi morì di idropisia nel settembre del 1827.